# مكون سري

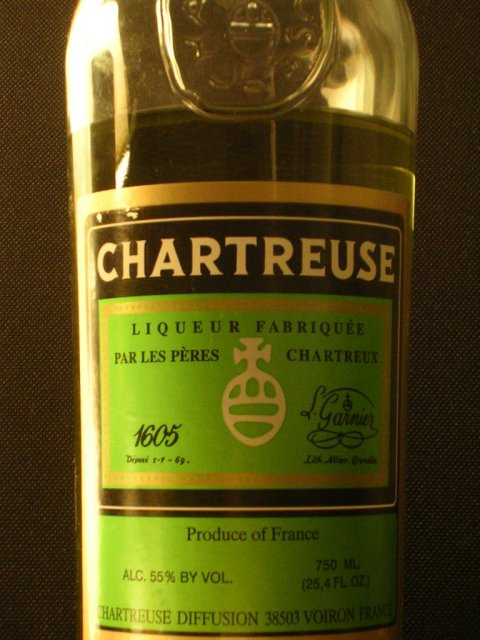
مشروب كحولي أخضر محمي بمعلومات سرية عن المكونات

المكون السري هو أحد مكونات المنتج الذي يتم حمايته عن كثب من الكشف العلني لميزة تنافسية. أحيانًا يُحدث المكون فرقًا ملحوظًا في طريقة أداء المنتج أو مظهره أو مذاقه؛ في أوقات أخرى يتم استخدامه للإعلان عن المنتجات المنتفخة. يمكن للشركات أن تبذل أقصى جهدها للحفاظ على السرية، وإعادة تغليف المكونات في مكان واحد، وخلطها جزئيًا في مكان آخر، وإعادة تسميتها للشحن إلى مكان ثالث، وهكذا. عادةً لا يتم تسجيل براءة اختراع المكونات السرية لأن ذلك سيؤدي إلى النشر، لكنها محمية بموجب قوانين الأسرار التجارية. عادةً ما يُطلب من الموظفين الذين يحتاجون إلى الوصول إلى السر توقيع اتفاقيات عدم إفشاء.

## مكونات سرية ملحوظة
- الغلوتامات، حمض أميني ومحسن للنكهة، يستخدم غالبًا في الأطباق الصينية.
- Merchandise 7X ، «المكون السري» أو «الصيغة السرية» في Coca-Cola. ظل المكون سرا منذ اختراعه عام 1886 بواسطة جون بيمبرتون. يتم الاحتفاظ بوصف المكون في قبو في Trust Co. Bank في أتلانتا.
- KFC «وصفة العقيد السرية»، ابتكرها الكولونيل ساندرز في الثلاثينيات. الوصفة، التي تم الإعلان عنها على أنها تحتوي على «أحد عشر نوعًا من الأعشاب والتوابل»، [1] لا تزال مغلقة في قبو في لويزفيل، كنتاكي.[2]
- الصلصة الخاصة، التي يعتقد البعض أنها من نوع صلصة ثاوزند آيلاند المستخدمة في تحضير هامبورجر ماكدونالدز بيج ماك.:[3] 23 وفقًا لسارة. «طعم مختلف قليلا».[4] مكونات الصلصة الخاصة متوفرة على موقع ماكدونالدز. قررت ماكدونالدز ليس فقط الكشف عن مكونات الصلصة الخاصة، ولكن أيضًا عن الطريقة المستخدمة في صنعها.[5]
- فرانك ريد هوت، يُدعى أنه المكون السري في صلصة أجنحة بافلو «الأولى»
- يسمى «المكون الرئيسي» في السلسلة الأصلية Iron Chef (المكون الأساسي الذي يستخدمه المنافسون في تحضير أطباقهم) «المكون السري» في السلسلة اللاحقة Iron Chef America.
- وصفة Barr's Irn-Bru السرية ابتكرها روبرت بار في عام 1901. Irn-Bru هو مشروب حمضي قليلًا.
- صلصة ورسيستيرشاير، صلصة مخمرة تستخدم كمخلل وصلصة للعديد من الأطباق، وتستخدم أحيانًا في الكوكتيلات اللذيذة (مثل بلودي ماري).
- ليكيور شارتريوز، مشروب كحولي أخضر أو أصفر يصنعه الرهبان في دير في فرنسا. يُعرف سر 130(مائة وثلاثون) عشبًا تستخدم في تحضيره لعدد قليل يصل إلى ثلاثة رهبان.[6]
- بيشيروفكا، المسكرات العشبية التشيكية التقليدية. يعتمد المسكرات على مزيج من الأعشاب المختلفة، المعروفة فقط لموظفين حاليين وثلاثة موظفين سابقين في مصنع التقطير. كان عليهم جميعًا الالتزام بالسرية حتى وفاتهم.[7]